# 悲しき恋歌
『悲しき恋歌』（かなしきこいうた）は、韓国のMBCで2005年1月5日から3月17日まで放送されたテレビドラマ。全20話。
日本ではBSフジで2005年4月27日から日本語吹き替え版が、地上波ではフジテレビで2005年4月30日から放送された。また2005年7月17日からはノーカット日本語字幕版がフジテレビ721で放送された。

## ストーリー
一人のある青年が盲目の幼なじみの彼女と再会するが、彼女はアメリカに行くことになってしまう。恋人である彼女と二人だけの結婚式を挙げ、彼女は旅立つ。青年は、ギタリストを目指すが、試験を受けられなくなってしまう。そんな時あの幼なじみの彼女と劇的な再会を果たす。だが彼女は、青年の友人の恋人となっていた。ここから四角関係の恋愛ドラマが始まった。

## スタッフ
- 脚本：イ・ソンウン
- 監督・演出：ユ・チョリョン
- 制作：キム・ジョンハク・プロダクション（朝鮮語版）、POIBOS（ポイボス）

## 登場人物
ソ・ジュニョン（ジュンヨン）、改名後：チャ・ジュンギュ
演 - クォン・サンウ（少年時代：ユ・スンホ）
子供のときに盲目の少女ヘインに出会う。父の籍に入り、チャ・ジュンギュに改名する。
ペク・ヘイン
演 - キム・ヒソン（少女時代：キム・ソウン）
8歳のときに事故で盲目になる。アメリカに行ってジャズ歌手になる。
イ・ゴヌ（コヌ）
演 - ヨン・ジョンフン
ヘインと知り合い、留学先のアメリカでヘインと再会する。
チャ・ファジョン
演 - キム・ヨンジュ（少女時代：コ・アソン）
ソ・ヒャンジャ
演 - ナ・ヨンヒ
ジュニョンの母。
チャン・ジンピョ
演 - MCモン
ジュンギュとガンウの親友。ジノの弟。
チェ・ジョニル（ジョンイル）
演 - イ・ヨンハ
ジュンギュの父。サックス奏者。
イ・ミスク（オードリー）
演 - チン・ヒギョン
クラブ歌手。ヘインの叔母。
イ・スジ
演 - イ・ヨンス
イ・ミンホ
演 - チョンウ
ファン・ミンギョン
演 - イ・ミヨン

## 視聴率[編集]
| 回数   | 視聴率 |
| ------ | ------ |
| 第1回  | 18.1%  |
| 第2回  | 16.2%  |
| 第3回  | 14.9%  |
| 第4回  | 16.0%  |
| 第5回  | 13.8%  |
| 第6回  | 13.9%  |
| 第7回  | 15.1%  |
| 第8回  | 16.3%  |
| 第9回  | 16.8%  |
| 第10回 | 19.4%  |
| 第11回 | 16.6%  |
| 第12回 | 19.0%  |
| 第13回 | 17.1%  |
| 第14回 | 19.5%  |
| 第15回 | 16.3%  |
| 第16回 | 17.1%  |
| 第17回 | 14.6%  |
| 第18回 | 15.4%  |
| 第19回 | 12.9%  |
| 第20回 | 17.3%  |
| 平均   | 16.3%  |